# Francesco Barberini

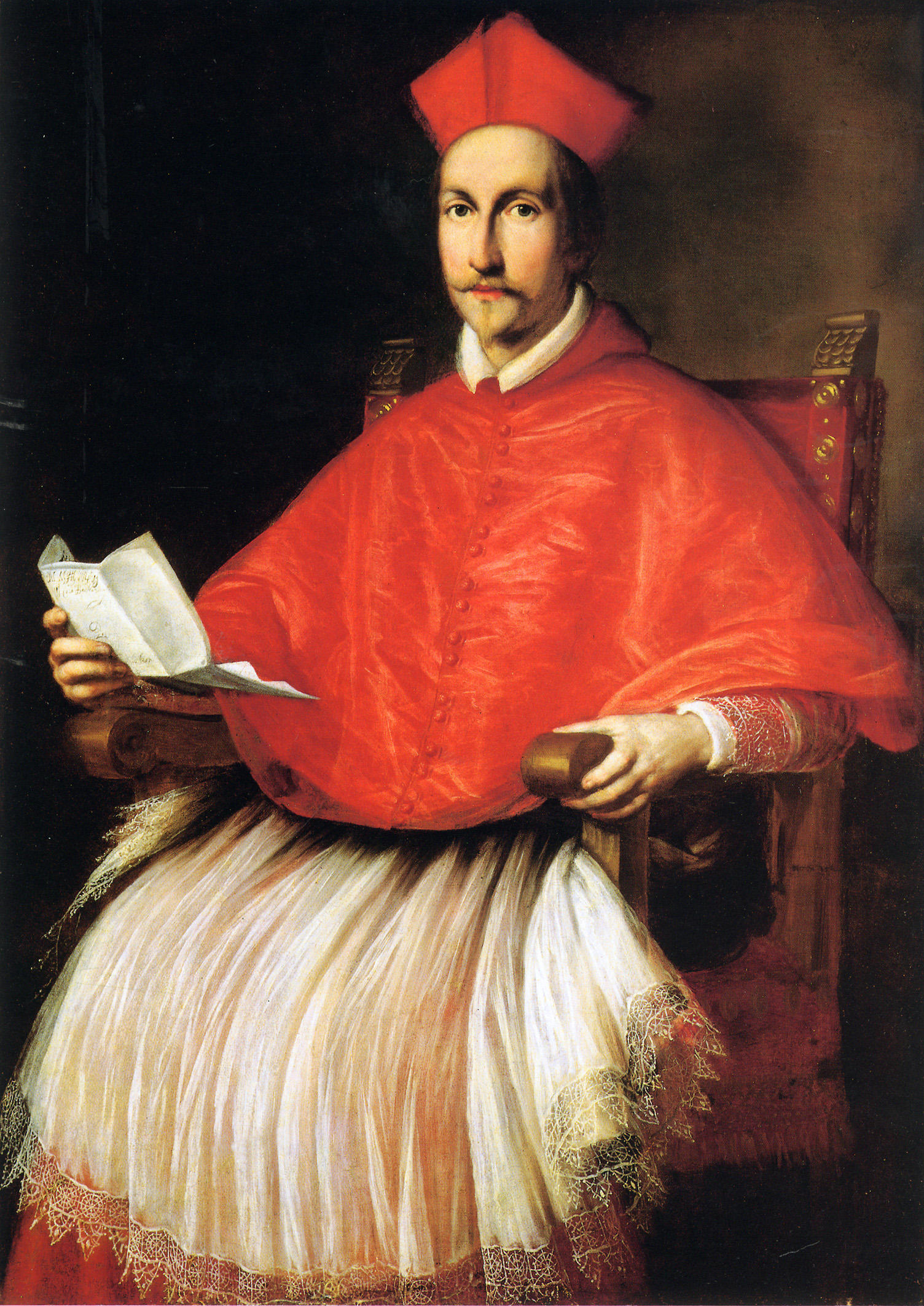
Francesco Barberini en 1624, poco tiempo después que su tío el Papa Urbano VIII lo designara cardenal. Retrato pintado por Ottavio Leoni (Roma, colección privada).

Francesco Barberini (Florencia, 23 de septiembre de 1597-Roma, 10 de diciembre de 1679) fue un cardenal católico italiano, especialmente recordado como mecenas.

## Vida
Sobrino de Urbano VIII (papa entre 1623 y 1644), se benefició con creces del nepotismo practicado por su tío. Era hermano mayor de Taddeo Barberini, quien fue Príncipe de Palestrina, y del cardenal Antonio Barberini.
Estudió leyes en la Universidad de Pisa con la ayuda de Galileo Galilei, quien era amigo de la familia. Se graduó en 1623 y en el mismo año su tío Maffeo Barberini, recién nombrado papa con el nombre de Urbano VIII, le nombró cardenal, secretario de estado y legado papal en Aviñón. Ostentó este último cargo durante una década.
El apoyo del papa a su sobrino era tal, que le llamaba «cardinal padrone», lo cual desagradaba a los diplomáticos que acudían a Roma pues ese apelativo estaba reservado al propio papa.
En 1625 Francesco Barberini viajó a París como enviado especial del papa para negociar con el Cardenal Richelieu varios asuntos, como la preparación del Tratado de Monçon. Las negociaciones no fueron positivas para la Santa Sede, y como consolación el rey Luis XIII regaló al cardenal seis tapices diseñados por Rubens. En 1625-26 Barberini estuvo en Madrid, acompañado de su datario Giovanni Battista Pamphili (futuro papa Inocencio X), pero tampoco obtuvo buenos resultados diplomáticos. A pesar de ello, desde 1628 lideró la diplomacia de los Estados Pontificios y en 1632 fue nombrado Vicecanciller Papal.
Desde 1633 fue Gran Inquisidor de Roma, por lo cual formó parte del tribunal que juzgó a Galileo; fue uno de los tres jueces que rehusó castigarle.
Hostilidades entre el papado y el ducado de Parma y Piacenza, gobernado por los Farnesio, desembocaron en la Guerra de Castro en 1641, desfavorable para la Santa Sede, y no se firmó la paz hasta pocos meses antes del fallecimiento del papa en 1644. Este conflicto bélico tendría consecuencias personales para Francesco Barberini: él y su hermano Antonio votaron en el cónclave papal en favor del futuro Inocencio X, pensando que les sería favorable, pero este papa emprendió una investigación contra ellos por dudas sobre la gestión financiera que habían llevado durante la citada guerra. Tanto Francisco como sus hermanos Antonio y Taddeo huyeron a París, donde fueron protegidos por el Cardenal Mazarino. Con todo, en 1648 Inocencio X perdonó a Francesco y le restituyó los bienes que le había confiscado.
En 1666 Francesco Barberini fue nombrado deán del Colegio Cardenalicio, y participó en varios cónclaves. Murió en Roma con 82 años. Es uno de los pocos cardenales enterrados en la Basílica de San Pedro.

### Mecenazgo
Fue designado en varios cargos en la administración de la Santa Sede pero sus intereses personales culturales, en particular la literatura y las artes, lo llevaron a convertirse en un importante patrono de las artes. Su secretario era el anticuario Cassiano dal Pozzo quien también era un entusiasta patrón de las artes.
Fue miembro de la congregación que gestionaba la construcción de la Basílica de San Pedro, por lo cual intervino para encargar pinturas de altar a múltiples artistas: Nicolas Poussin, Simon Vouet, Giovanni Lanfranco... También reunió una pinacoteca propia y construyó el Palacio Barberini, donde reunió una valiosa biblioteca con documentos griegos y romanos, y montó una factoría de tapices; duró pocos años, si bien llegó a producir seis paños diseñados por Pietro da Cortona.
Francesco Barberini es un nombre familiar para los estudiosos de Diego Velázquez porque en 1626 posó para él durante su viaje diplomático a Madrid. El retrato resultante no le gustó por su «aire melancólico y severo», seguramente demasiado naturalista y austero en comparación con el barroco más preciosista de moda en Roma. A pesar de ello, cuando Velázquez emprendió su primer viaje a Italia, el cardenal hizo gestiones para alojarle en el Vaticano.